# SN 2008fa
SN 2008fa – supernowa typu Ia odkryta 20 sierpnia 2008 roku w galaktyce NGC 6722. W momencie odkrycia miała maksymalną jasność 17,60m.